# 명나라
대명국(중국어 간체자: 大明国, 정체자: 大明國, 병음: Dà Míng Guó 다밍궈[*]) 또는 대명(중국어 정체자: 大明, 병음: Dà Míng 다밍[*]), 약칭 명(중국어 정체자: 明, 병음: Míng 밍[*])은 1368년부터 1644년까지 존속한 중국의 통일 황조로, 원의 한족계 홍건도 반란군 수장 주원장이 원을 중국에서 몰아내어 멸망시키고 세운 마지막 한족 황조 국가이기도 하다.
홍무제와 영락제의 재위 시기에 거대한 운하와 수로가 건설되어 농업 생산력이 크게 향상되었으나 이후 만력제와 천계제와 같은 암군들이 나오며 쇠퇴하기 시작하였다. 결국 이자성의 난이 일어나고 후금의 거듭되는 침략으로 쇠퇴했다. 이후 명나라의 황족과 유신(남은 신하)들은 남쪽으로 후퇴하여 남명 정권을 세웠으나, 고질적인 내분과 무능함으로 결국 1662년 경 청나라에 의해 멸망하고 말았다.
홍무제는 당시 상대적으로 낙후되어 있었던 농촌 지역들을 발전시켜 엄격한 사회 제도 내에 편입시키고자 하였다. 이를 통하여 군사력 증강을 꾀하였던 것이다. 이같은 정책은 큰 성공을 거두었고, 명나라는 백만 명에 달하는 상비군을 소유하고 난징에 세계에서 가장 거대한 군항을 짓는 등 세계에서 가장 강력한 군사력을 자랑하게 되었다. 홍무제는 원나라를 교훈삼아 환관들, 그리고 재력가들의 영향력을 최대한 줄이고자 하였고, 장자 계승 원칙을 확립함과 동시에 후대의 황제들을 위하여 황명조훈을 집필하여 절대적인 황권을 구축하려 노력하였다. 허나 그의 뒤를 이어 즉위한 건문제가 정난의 변으로 인하여 쫒겨나고 연왕 주체가 영락제로 즉위하며 점차 이같은 장자 계승 원칙은 점차 무너지게 되었다. 영락제는 베이징으로 수도를 천도하였고, 자금성을 지었으며 대운하를 정비하였고 과거제를 재시행하였다. 그는 환관들을 주로 등용하여 신권을 잡고 있던 유교 사대부들을 견제하려 들었고, 결과적으로 환관들의 권력이 상대적으로 강화되었다. 이 환관들 중에서는 정화의 원정으로 유명한 환관 정화도 있었다. 정화는 인도양을 건너 아라비아와 동아프리카까지 다녀오며 명나라의 권위를 해외에 과시한 업적을 남겼다.
명나라는 영락제 사후부터 점차 쇠퇴하기 시작하였다. 정통제가 토목의 변으로 오이라트족에게 잡히면서 명나라는 엄청난 충격에 빠졌고, 해군력은 정부의 무관심 속에 조금씩 무너지고 있었다. 명나라는 대신 노동력을 징발하여 유조변과 만리장성 등을 개축하였고 북방의 침입을 막기 위하여 노력하였으나, 큰 성과는 내지 못했다. 명나라는 세제를 개혁하고 정치제도를 개편하는 등 일련의 개혁조치들을 취했으나 세금을 회피하려는 사람들과 고착화된 관료제 등으로 인하여 큰 성과를 보지 못했다. 명나라 후기에는 인구가 거의 1억 6천만 명에서 2억 명에 달하였으나, 수탈을 견디다 못한 농민들이 면세 혜택이 있는 환관들이나 사찰들로 대거 자발적으로 들어가면서 정작 중앙 정부의 세입은 갈수록 줄어들었다. 또한 이 때에 명나라 조정은 왜구들과 해적들의 약탈을 피하기 위하여 해안 지방에 해금령(海禁令)을 내려 해외 무역을 엄격히 관리하였다.
16세기에는 점차 유럽의 팽창적인 해외 무역 정책이 중국에도 영향을 끼치기 시작하였다. 명나라는 마카오와 같은 항구들에서만 이들과의 교역을 제한적으로 허가하였는데, 이 항구들을 통하여 유럽인들이 아메리카 대륙에서 가져온 수많은 작물들이 국내로 유입되었다. 이 때 고추가 들어와 쓰촨 요리에 큰 영향을 주었고, 생산성이 매우 높은 고구마와 감자 등이 새롭게 경작되기 시작하였다. 이로 인하여 기근과 가뭄의 영향이 크게 줄어들었고 인구가 크게 늘어났다. 네덜란드, 스페인, 포르투갈 상인들은 유럽에서 인기가 높은 중국제 상품들을 사가기 위하여 아메리카 대륙, 일본 등에서 들여온 은을 명나라에게 대금으로 지불하였다. 이렇게 유입된 은은 명나라의 경제를 대대적으로 촉진하였으며 나중에는 세금을 은으로 걷을 정도로 사회를 풍족하게 만들었다. 다만 초기에 유교 정통론자들은 상업이 발달하여 사회에서 농업을 밀어내고 주요 산업으로 떠오르는 것에 반대하였으나, 왕양명 등의 개혁가들이 더 관용적인 양명학 등을 개창하며 점차 반발이 줄어들었다. 이후 소빙하기로 인하여 농업 생산이 줄어들고 유럽 세력들이 중국에 지나친 양의 은이 유입되는 것을 막는 정책을 펴며 명나라의 경제에도 어느 정도 타격이 있었으나, 재상 장거정이 일부 성공적인 개혁 조치를 펼치며 진정되었다. 하지만 장거정이 세상을 떠나자 명나라는 전염병, 가뭄, 홍수와 같은 자연재해들에 시달리며 사회가 급격히 불안정해졌고, 전국 각지에서 반란이 일어났다. 결국 농민 출신 이자성이 베이징을 점령하여 순 왕조를 세웠고, 마지막 황제인 숭정제가 자금성 경산에서 목을 매 자살하면서 명나라는 완전히 멸망하고야 만다. 이후 이자성의 반란군은 만주족이 세운 청나라에게 무너졌고, 청나라가 새로운 중화 대륙의 통치자가 되었다.

## 역사

### 건국

#### 원나라 말기

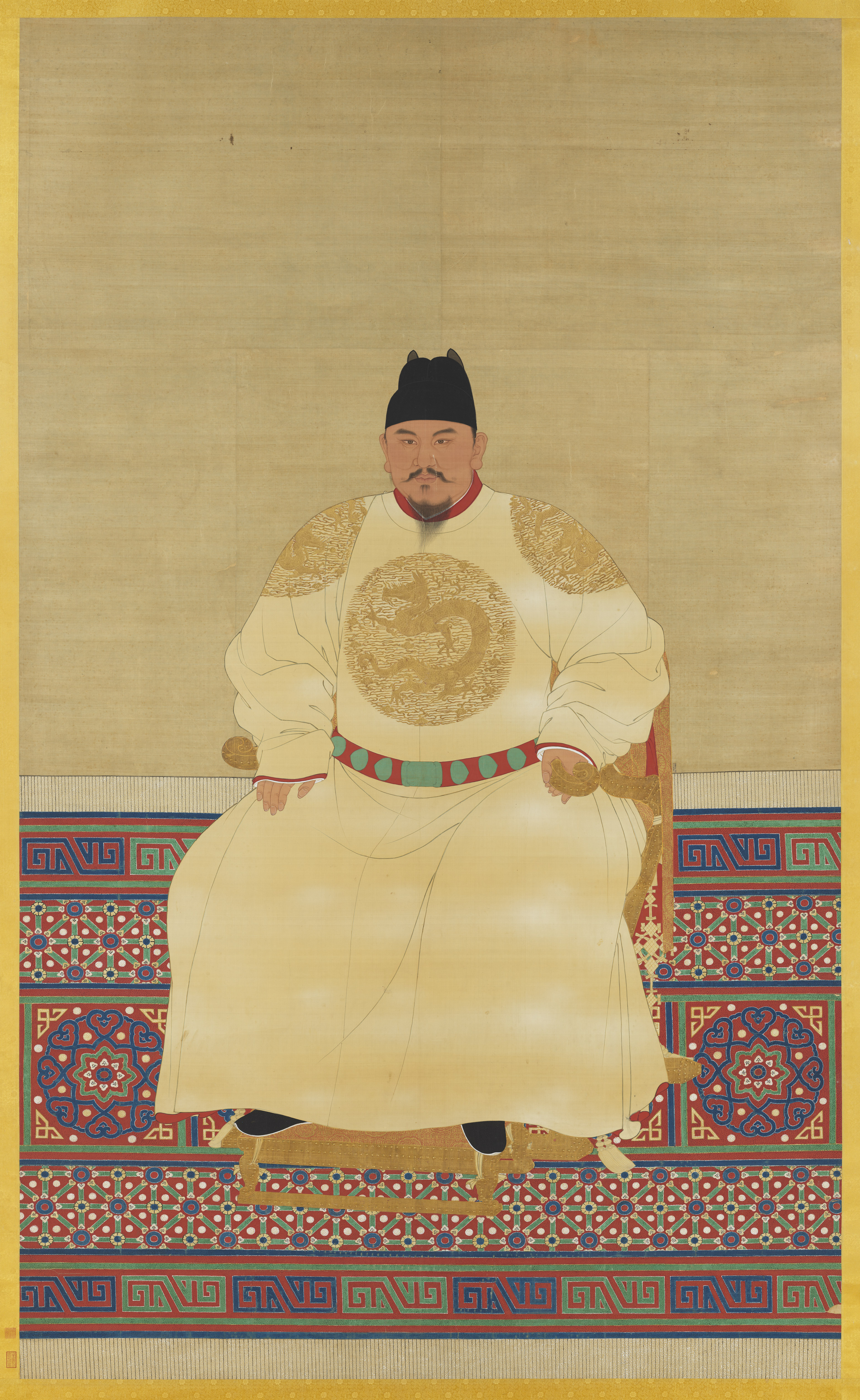
홍무제
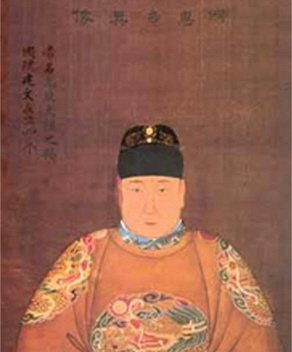
건문제
영락제

몽골족이 건국한 원나라는 14세기에 들어와, 점차 그 병폐가 드러나기 시작했다. 원나라는 법에 한족 차별을 공공연하게 명시하고 있었고, 한족들을 혹독하게 차별하였기에, 원나라가 흔들리기 시작하자 그동안 쌓여왔던 한족들의 불만은 터져나오기 시작했다. 게다가 원나라 조정의 경제적인 실정이 겹치며 막대한 인플레이션이 일어나고, 황허가 범람하며 수많은 토지들이 버려지며 생산량이 크게 줄어들었다. 사회가 혼란스러워 지자 1351년에는 홍건적의 난이 일어났다. 홍건적은 비밀결사단체인 백련교가 주도하였다. 이때 한족이였으나 원나라 시절 농민으로 격하되었던 주원장이 1352년에 홍건족 군대에 합류하였고, 그는 반란군 지도자의 딸과 결혼하며 명성을 쌓아나가기 시작하였다. 당시 중국은 인구 80% 이상이 성씨가 없던 농민과 노비였고 귀족만 한족 족보를 내세울 수 있었는데 원나라 때 많은 한족들이 몽골군의 소작농으로 격하되었고 그 중에 주원장이 있었다. 1356년에는 주원장이 이끄는 반군이 난징을 점령했다. 후에 주원장은 이 곳에 명나라를 건국하게 된다. 백련교의 교주였던 주원장의 건국한 명나라는 종교적이였기 때문에 현대 중국에선 명나라를 사도(邪道)적인 국가였다고 평가한다. 주역과 괘가 만연했고 성리학이 유행하여 실리적인 것은 배척되었다. 이는 예전 송나라도 비슷하였으며 주역 등 종교와 성리학이 만연했기 때문에 실리와 과학이 발달되지 못하여 실리적인 청나라에 멸망하게 되었다.
원나라가 흔들리자, 나라 곳곳에서는 수많은 반란군들이 일어났으며 자기들끼리도 새 왕조의 주도권을 잡기 위하여 끊임없이 대립하였다. 1363년, 주원장은 파양호 대전에서 그의 라이벌이었던 진우량을 꺾은 후 한족 반란군의 최고 지도자 자리를 얻어냈다. 파양호 대전은 역사상 가장 거대한 규모의 해전으로 여겨진다. 주원장은 20만 명의 군대를 이끌고 65만 명에 달하는 진우량의 군세를 꺾는 데 성공했고, 이 역사적인 승리는 결국 주원장을 압도적인 지도자로 만들었다. 주원장은 양쯔강 이남에서 가장 강력한 반군 세력으로 떠올랐으며, 이후에도 영향력을 끊임없이 굳혀나갔다. 1367년에는 홍건적의 지도자들이 주원장이 초대한 연회에서 알수 없는 이유로 죽었고, 이들마저 없어지자 더 이상 중국에는 주원장의 새 왕조 건국에 반대할 세력들이 남아있지 않았다. 세를 다잡은 주원장은 1368년에 원나라의 수도였던 대도에 군사를 보냈고, 이미 망해가던 원나라는 속절없이 무너졌다. 원 순제(토곤 티무르)는 수도를 버리고 상도가 있는 북쪽으로 도망쳤다. 주원장은 대도에 있는 원나라 궁전을 불태워버린 후, 새 왕조인 명나라의 건국을 선포하였다. 그 직후 대도는 '베이핑'으로 이름이 바뀌었다. 주원장은 '홍무'를 자신의 연호로 삼았다.

#### 홍무제의 치세
홍무제는 원나라의 실정을 극복하기 위해 즉위하자 마자 국가 기반시설을 다지는 데에 온 힘을 쏟았다. 그는 48km에 달하는 벽을 난징에 쌓았고, 그와 함께 새 관청들과 황궁도 지었다. 명사에는 1364년부터 이미 주원장이 유교에 기반한 새로운 법전인 대명률을 만들고 있었다고 적혀있다. 대명률은 1397년에 편찬이 끝났으며, 653년에 만들어진 당나라 시절의 법전을 참고하여 만들어졌다. 홍무제는 위소제라는 이름의 군사 제도를 실시하였다. 위소제는 당나라의 부병제와 비슷한 제도였다. 또한 이갑제를 실시하여 지방과 국민들에 대한 통제를 효율적으로 할 수 있도록 하였다.
1380년, 홍무제는 명나라 건국의 공신이자 당시 재상이었던 호유용에게 역모 혐의를 씌워 처형해버렸다. 이후 그는 재상이 있던 중서성을 대폭 축소, 폐지하였고 6부의 직속 상관을 황제로 지정하여 이 권한들을 대거 황제의 것으로 가져왔다. 홍무제는 점점 더 공신들과 대신들에게 의심을 키워갔고, 결국에는 비밀경찰 조직인 금의위를 창설하여 신하들을 끊임없이 감시하며 의심가는 자는 누구든지 숙청했다. 대략 10만 명에 달하는 사람들이 이 때문에 목숨을 잃었다.
홍무제는 재위 내내 원나라의 풍습을 금지하는 칙령을 여러 차례 내렸고, 이민 왕조의 통치로 '더렵혀진' 한족들의 문화를 정화하기 위해 온 힘을 쏟았다. 다만 원나라의 정책들 중 쓸모 있다고 여겨진 것은 그대로 시행했다. 예를 들어 한반도의 고려에게 끊임없이 환관과 궁녀를 그대로 바치라고 요구한 것이다. 또한 몽골식의 군사 훈련법, 몽골의 영향을 받은 의복과 모자들, 몽골식 궁술과 승마술은 그대로 유지하였다. 명나라는 초기를 제외하고는 몽골 출신 신료들도 그대로 임용하여서, 16세기 말에는 몽골인들이 금의위에도 진출했을 정도였다. 홍무제는 몽골, 일본, 고려, 여진, 티베트의 왕들에게 일종의 '조언' 내지 명령을 여러차례 써 보내어 그들이 명나라의 수도를 방문하여 경의를 표할 것을 종용하였다. 그는 10만 명에 달하는 몽골인들을 쫓아내지 않고 중국 내부에 그대로 남겨두었다.

### 발전과 번영

#### 영락제의 치세
1398년 홍무제가 죽자, 의문태자 주표의 아들인 황태손 건문제가 새 황제로 즉위했다. 허나 건문제와 홍무제의 가장 강력한 아들이었던 연왕 주체 사이에서 불화가 일어나, 결국 베이징을 중심으로 북방의 방비를 맡았던 주체가 반란(정난의 변)을 일으켰다. 주체는 노회한 대신들에게서 어린 건문제를 수호한다는 명분으로 변을 일으켰으나, 실제로는 난징에 있는 황궁과 함께 건문제, 그의 아내와 어머니, 신하들까지도 모두 죽여 태워버렸다. 1402년 주체는 수도 남경을 점령하고, 건문제에게서 '제위를 찬탈'하고서 스스로 황제로 즉위했다. 그가 바로 제3대 황제 성조 영락제이다. 영락제는 매우 유능한 황제였고, 학자들은 보통 그가 '두 번째 건국'을 이루었다고 평할 정도로 많은 업적을 남겼다. 다만 영락제는 홍무제의 정책 대다수를 뒤집으며 명나라를 자신의 입맛에 맞추어 바꾸어 나가기 시작하였다.

#### 천도와 정벌 사업
영락제는 즉위한 직후, 원래 수도였던 난징을 버리고 1403년에 자신의 힘이 강했던 베이징으로 수도를 천도했다. 새로운 수도의 건설은 1407년에서 1420년까지 지속되었다. 수 백만 명의 일꾼들이 동원되었다. 이 때 베이징 내성이 건설되었고, 특히 이 때 자금성이 건설되는 등 많은 토목사업들이 진행되었다. 1553년에는 외성이 베이징 남쪽에 추가적으로 건설되었고, 베이징 성내의 넓이를 거의 2배 넘게 넓혔다.
1405년부터 영락제는 그가 총애하던 환관 정화에게 거대한 해상 함대를 맡겨 해외 원정을 떠나게 했고, 이를 정화의 원정이라고 한다. 중국인들은 한나라 이래로 끊임없이 해외로 사절들을 보내고 국제 무역을 하기는 하였으나, 정화의 원정은 규모와 동원된 선박 수 면에서 이같은 선례들을 훨씬 초월했다. 총 7번의 원정이 있었으며, 난징 조선소는 1403년부터 1419년까지 2천 척에 달하는 배들을 건조했다. 어떤 배들은 길이가 112m에서 134m까지 이르렀으며, 너비는 45m에서 54m였을 정도로 세계에서 가장 거대한 배였다.
영락제는 중국의 앞선 인쇄술 기술을 이용하여 중화 문명을 퍼뜨리기 위해 전세계에 책을 전파했다. 이뿐만 아니라 몽골, 베트남 등의 지역들에 군사 원정도 수없이 실시하여 명나라의 국경도 크게 넓혔다. 이때 베트남이 한시나마 중국의 통치하에 들어갔으며, 1406년에 시작된 이 식민 통치기는 1427년에 베트남의 국민 영웅 레 러이가 게릴라 전투를 통해 명나라를 쫓아내고 레 왕조를 세우며 끝나게 된다.

### 토목의 변
한편 몽골 고원에서 서 몽골의 오이라트가 힘을 얻어 몽골을 제압하고 명나라에 침공을 가했다. 그러자 1449년, 영종은 측근인 환관 왕진의 부추김으로 오이라트 원정에 나섰다. 황제는 그의 이복형제인 주기옥을 수도에서 내정을 섭정으로 관리하도록 맡겼고, 직접 군대를 이끌고 오이라트 국경으로 향했다. 허나 9월 8일, 에센 오이라트 군대는 정통제의 군대를 박살냈고 정통제는 산채로 포로로 잡히는 대치욕을 당했다. 이를 토목의 변이 일어났다. 허나 정통제가 잡혔다는 소식이 들리자마자 수도의 섭정 주기옥이 새로운 황제인 경태제로 즉위하였고, 경태제의 유능한 대신인 우겸이 오이라트 족에게 매우 강경하게 대응하여 이들을 쫓아내는 데에 성공하자 오이라트 군대는 더 이상 정통제를 인질로 잡고 있어보았자 별다른 이익이 없을 것이라 결론지었다. 하지만 그들은 정통제를 죽이는 대신 명나라로 살려 보냈고, 정통제는 수도에 도착하자 마자 선황이라는 허울좋은 칭호를 가지고 가택연금되었다. 하지만 권력에 대한 집착을 버리지 못한 정통제가 1457년에 경태제를 상대로 반란을 일으켜 다시 황위를 되찾게 된다. 이때부터 정통제는 새로운 연호를 쓰기 시작하였고, 이 시기부터는 천순제로 불리기 시작하였다. 즉 정통제와 천순제는 동일 인물인 것이다. 천순제는 돌아온 이후에도 몽골과의 전투에서 별다른 두각을 나타내지 못하며 명나라의 국력을 조금씩 깎아먹었다. 1461년 8월 7일, 장군 조흠과 그를 따르는 병사들이 황제의 숙청 작업에 말려들까봐 염려하여 미리 천순제를 상대로 난을 일으켰다. 조흠 장군의 군대는 황성의 서쪽과 동쪽 문에 불을 지르는 데에는 성공했으나 비가 내리며 불이 꺼졌고, 수도 외곽에서 황제의 친위군이 몰려오면서 결국 자결하며 난에 실패했다. 이를 조흠의 변이라고 한다.
한편 영락제가 이전에 5번이나 대대적인 군사적 원정을 실시하여 몽골족들을 만리장성 너머로 쫓아냈음에도 불구하고, 오이라트 족과 몽골인들은 15세기 후반부터 16세기까지 끊임없이 명나라의 부를 노려 국경 내부로 침입하였다. 이런 일에도 불구하고 영락제 이후 암군들이 연이어 등장한 명나라는 딱히 이들을 제지할 힘이 없었으며, 할 의도도, 힘도 없었기에 백성들의 고통은 늘어만 갔다. 게다가 만리장성은 이때 딱히 방어적인 용도로는 쓰이지 못했고, 기껏해야 야만족들의 침입을 수도에 알리기 위해 봉화를 올리는 용도로 가장 많이 쓰였다.
16세기에 들어서 왜구가 중국인 밀교역상인과 연대하여 활동을 시작해 해안 지역을 위협하게 되었다. 이 당시 왜구는 한 번에 200여 척이 넘는 함대를 이끌고 오는 등 이미 단순한 해적에서 벗어나 국제적인 골칫거리가 되어 있었으며, 그 무장도 상당하여 중국 해안 지방들에게는 크나큰 위협이었다. 게다가 몽골에서는 쿠빌라이 칸의 자손이라고 칭한 다얀 칸이 즉위하여 오이라트에 대항해 몽골의 재통일을 이룩하며 명나라 북부의 안정을 위협했다. 오르도스 지방에 분봉된 다얀 칸의 손자 알탄 칸은 16세기 중기부터 빈번하게 중국에 침입하여 1550년에는 북경을 포위하는 경술의 변을 일으키기도 했다.
이 시대 명나라를 괴롭히던 왜구(무로마치 막부 시대)와 몽골을 가리켜 북로남왜(北虜南倭)라고 불렀다.

### 명의 쇠퇴기

만력제
태창제
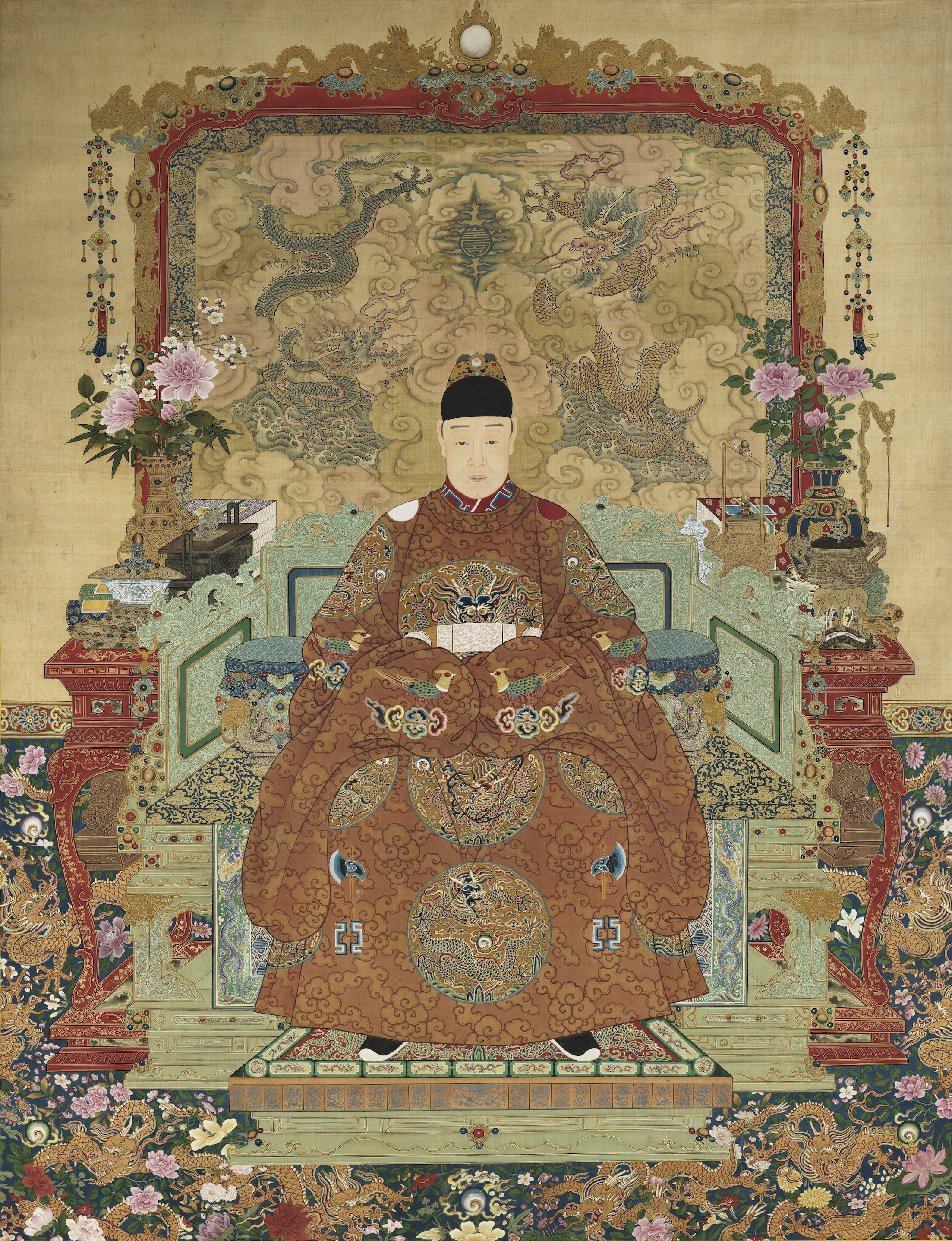
천계제

#### 만력제의 치세
조선에서 일어난 임진왜란에 지원군을 보낸 명나라는 이때문에 엄청난 재정 적자에 시달렸다. 게다가 이때 명나라의 황제는 역사상 최악의 혼군으로 평가받는 만력제였는데, 만력제의 무능과 정치 방기가 계속되며 명나라는 갈수록 수렁에 빠져들어갔다. 만력제는 초기에는 유능한 조언자들과 실무진들을 거느리며 열정적으로 국사에 임하려 하였다. 그의 스승이자 재상이었던 장거정은 효과적인 네트워크를 구성하여 국정을 신속하게 처리하였다. 하지만 장거정이 죽자 그만한 능력을 가진 인물이 등장하지 않았고, 관료들은 서로 뭉쳐 소모적인 논쟁이나 일삼기 시작했다. 게다가 장거정이 죽은 이후 만력제는 정치에 대한 흥미를 잃어버리고 관료들 사이의 끊임없는 논쟁에 지쳐 아예 국정을 방치하는 수준으로 내버려두었다. 그는 거의 대부분의 시간을 자금성의 벽 뒤에 갇혀 살았으며, 거의 신하들을 만나지 않으며 태업했다. 전문적인 지식을 가진 관리들은 정국 주도권을 잃어갔고, 그나마 황제의 얼굴이나마 볼 수 있었던 환관들이 점차 정국을 좌지우지하기 시작했다. 국사를 논하고 싶어하는 모든 고관들은 환관을 통하여 황제의 뜻을 전해들어야 했으며, 그마저도 제대로 하지 않는 경우가 비일비재했기에 명나라는 점차 파탄으로 치달았다. 그의 재위 기간 동안에는 유교 학자 집단인 동림당의 당쟁, 국본쟁과 만력태정 등의 문제가 발생했으며 대외적으로는 만력삼대정과 만주지역에서 후금이 흥기하는 등의 대대적인 문제가 터지고 있었다. 일반적으로 만력제 시기에 명나라가 완전한 쇠락의 길로 접어든 것으로 간주된다.

#### 태창제, 천계제의 치세
1620년 만력제 사후 그의 장자 주상락(朱常洛)이 등극하여 광종 태창제가 되었으나 1개월 만에 사망하고 그의 아들 희종 천계제가 즉위하였다. 천계제는 즉위 초기 유교 학자 출신의 동림당 인사를 대거 등용하였으나 당쟁이 격렬해지자 천계제 역시 정사에 뜻을 잃었다. 그 기회를 틈타 총애받는 환관 위충현이 영향력을 확대하였다. 동림당에 반대하는 사람들이 위충현을 중심으로 결집하였고, 이들은 정적으로부터 엄당(閹黨)이라고 불렸다. 1624년 엄당이 내각을 차지하였고, 위충현은 정국을 완전히 장악하였다. 위충현은 동림당에 대한 대대적인 공격을 가하여 1625년 전국의 서원을 철폐하고 수많은 동림당 인사가 투옥되었다. 이 시기에 정부의 행정 기능이 약화되었고 각지에서 민변이 발생하였으며, 후금과 몽골이 변경을 위협하였다. 위충현은 황제의 무덤을 지을 돈을 빼돌려 그를 기리기 위한 사원을 짓는 등의 패악을 부렸으며, 그의 가족들은 온갖 관직들을 독점하며 부정부패를 저질렀다. 결국 1627년 천계제가 중병이 들자 그의 동생 주유검이 뒤를 이었는데 그가 마지막 황제 숭정제이다.

#### 숭정제의 치세
숭정제가 즉위한 이후, 숭정제는 곧바로 위충현의 세력을 제거하고 조정 내외의 폐단을 혁파하였다. 그러나 당쟁은 그치지 않았고 숭정제가 의도한 개혁은 효과를 발휘하지 못하였다. 1629년, 만주에서 세력을 키운 만주족의 지도자 홍타이지가 장성을 돌파하여 북경까지 이르게 되자, 숭정제는 방어 실패의 책임을 물어 그나마 명나라에 남아있던 마지막 명장 원숭환을 사형에 처하였다. 이는 결국 명나라의 몇 남지 않는 군력마저 약화시키는 계기가 되었다.
홍타이지는 그 이후에도 6차례에 걸쳐 장성을 돌파하였으며 직예와 산동 지역을 유린하였다. 때문에 당시 직예 지역은 전란이 그치지 않고 전염병이 횡행하였기 때문에 민심이 흉흉하였다. 동북지역의 전황이 갈수록 악화되었고 청나라의 군대가 장성을 압박하였다. 마침내 1640년 청나라가 금주(錦州) 등 지역을 점령하고 명나라의 주력 군대를 격파하였다. 홍타이지는 명나라의 주요 장수인 홍승주(洪承疇) 등을 포로로 잡았으며 이에 명나라의 전선은 산해관(山海關)으로 후퇴하였다. 이 때 산해관을 지키던 장수가 바로 오삼계였다. 이 시기에 각지에서 농민 반란이 발생하였는데 그 중에서 이자성이 가장 큰 세력을 형성하였다. 이자성은 서안을 점령하고 국호를 대순으로 하고 북경으로 진격하였다. 1644년 이자성의 군대가 북경을 함락시키자 숭정제가 경산에서 목을 매 자살하였고, 이를 공식적으로 명나라의 멸망으로 본다. 한편 산해관의 오삼계는 수도가 반란군에게 포위되었고 황제가 위험하다는 소식을 듣고 수도로 진군하였는데, 진군 도중 이미 숭정제의 부인과 모친 그리고 친척들이 만주족에 의해 강간되거나 살해되어 숭정제가 자살했다는 소식을 접한 뒤 결국 청나라와 힘을 합쳐 명나라 멸망에 앞장서게 된다. 남아있는 명나라의 황족과 관료들이 남경에서 남명을 세우고 청나라에 계속 저항하였다.

#### 디아스포라
명말청초의 변혁기 속에서 일부 한족들은 앞서 언급한 바 정씨 왕국이 지배하는 대만으로 가기도 하고, 다른 부류는 조선으로, 또 다른 부류는 일본의 나가사키로 이주하였다. 이들은 에도 막부가 지정해주는 장소에 모여 살았는데, 이것이 오늘날 나가사키 차이나타운의 기원이 되었다.

## 정치
원말의 해이해진 정국을 경계한 홍무제와 정난의 변으로 황제에 등극한 영락제는 모두 정권을 안정화하기 위해 강력한 공포정치를 실시했다. 그전까지 강력한 권세를 누리던 신하도 황제의 명령에 위반되는 경우, 그 즉시 숙청되는 일도 생겼다. 명대의 관료제는 매우 발달하였지만, 아무리 강력한 권신(權臣)과 환관(宦官)도 황제의 뜻에 따라 언제든지 제거가 가능하였다는 점은 명대가 이전의 한나라나 당나라, 송나라의 정치와는 확연히 다른 면을 보여준다.
역사학자들은 당시의 정치제도는 황제를 정점으로 하는 관료제로 정의하여, 황제의 전권을 견제할 수 있는 기구도 발달하였지만, 황제의 독재를 저지하는 것은 불가능하였다는 식으로 명대의 정치제도를 설명하였다. 하지만 명나라의 특징은 훌륭한 평가를 받았던 황제의 치세는 짧고, 나쁜 평가를 받은 황제의 치세는 길었던 현상이 아쉬운 부분이다.
홍무제는 환관의 정치 참여를 경계하였지만 정작 자신도 환관을 정치 활동에 사용하는 경우가 있었다. 영락제는 자신이 황제에 등극한 방법이 부당하였기 때문에, 환관을 이용하여 신하를 억누르는데 사용하였는데, 명대에 환관의 정치 개입이 횡행하였던 것은 이 때부터 비롯되었다. 제5대 황제 선덕제부터 정치 일선에 나서기 시작한 환관들은 정치를 타락시켜서 결과적으로 명나라가 멸망하는 원인 중의 하나가 되었으며, 이들은 황제의 눈과 귀를 가리고 부정부패를 저질러 백성들의 원성을 들었다. 천계제 시절 대내총관태감(大內總管太監: 최고의 태감으로, 조선의 판내시부사와 같음.)으로 있던 위충현은 자신을 구천구백세(九千九百歲)로 지칭하였는데 자신을 황제인 만세(萬歲)보다 낮고 모든 사람들보다 높은 만인지상 일인지하의 자리에 있었다고 생각했기에 붙여진 호칭이다. 천계제의 막강한 총애에 힘입어 위충현은 공개적으로 대소 신료들에게 뇌물을 요구하였고 황궁을 사실상 장악하였다. 하지만 명대의 환관은 한나라나 당나라와는 달리 권세를 누리던 환관이라고 하더라도 황제의 말 한마디에 언제든지 제거가 가능하였다는 점이 독특한 점이다. 이는 명대에 환관은 한나라나 당나라의 환관과는 달리 권력의 기반이 오로지 황제에 의존하고 있었기 때문으로, 유근, 위충현 등 권세를 떨친 환관들 모두 황제가 제거하기로 마음 먹은 순간 목숨을 잃었다.
명나라 중기부터는 지식인층이 지방의 지도자로써 지위를 확립해 신사(紳士)라 불리는 새로운 신분층을 형성하기 시작했다. 그들은 기본적으로 지식인이었고, 관위(官位)를 갖고 있거나 학위(學位)를 가진 사람들로 정의될 수 있다. 그들은 관료로써의 지위와 그 기간에 쌓아올린 재산을 가진 상층신사와, 그 아래의 생원 등의 지식인들이 구성한 하층신사들은 모두 지방의 백성들로부터 존경을 받은 지도자였기에 정부의 지방관과 협조하여 지방의 정치에 적극 관여하였다. 그러나 당나라 이전의 귀족과는 달리, 혈연을 기반으로 한 권세가문을 형성하지는 못했고, 신사는 세습되는 신분이 아니라서, 기본적인 진입 요건은 학위(學位)에 있었기 때문에 아버지가 신사였다고 하더라도 자식이 과거에 합격하지 못하면 아무런 의미가 없었다. 자료의 부족으로 확신하지는 못하지만 역사학자들은 신사의 족보에 대한 연구를 통해 신사로의 진입과 탈락이 대단히 활발하였을 것으로 추정한다. 이것은 당시 누구나 상류층으로의 진입이 가능했다는 것과, 사회 내에 유동성이 컸음을 보여준다.

## 명대의 관제

명나라 정치통치 조직

### 명대의 중앙 관제
명의 중앙관제에는 네 가지의 분명한 특징이 있다. 구체적으로 다음과 같다. 첫 번째 특징은 승상제도를 폐지했다는 점이다. 명 초기에는 원의 제도를 따라 중서성과 승상을 두었다. 홍무 13년(1380)에 명 태조는 원말 승상의 권력이 황제를 폐위하고 옹립할 만큼 비대해졌던 것을 거울삼아 명의 승상 호유용이 권력남용으로 정치를 어지럽히자 그를 죽이고 즉각 중서성을 폐지토록 선포하는 동시에 승상을 파면하고 설치하지 않았다. 이로부터 오랫 동안 중국 역사상에 존재했던 재상제도가 폐지되었고 명청 500여년 동안 재상이 없는 군주전제체제를 추진하였다. 승상을 폐지한 후 명조의 중앙기구는 다시 조정하여 육부를 기본으로 하고 府,部,院,寺(司)가 정무를 분담하여 처리하는 행정골격을 형성하였다.
두 번째 특징은 내각제의 확립이라는 점이다. 명 태조는 승상을 폐지한 후에 직접 육부와 백사(百司)를 지휘하여 친히 독단하였지만 사실은 무척 처리하기 어려웠다. 그래서 ‘비서처(秘書處)’를 두어 황제를 도와 정사를 처리하지 않으면 안되었다. 명 중엽 이후로 각의 업무를 주재하는 내각대학사를 수보(首輔) 라고 불렀으며, 그 나머지에 차보(次輔)․군보(群輔) 라고 하였다. 내각의 직책은 “황제에게 옳고 그름을 주청하는 고문(顧問)역할을 하고, 비답(批答)을 초안하는 것이다. 홍무 15년(1382)에 명 태조는 송조의 제도를 모방하여 화개전(華蓋殿)․무영전(武英殿)․문화전(文華殿)․문연각(文淵閣)․동각(東閣)에 대학사(大學士)를 두고서 전각대학사(殿閣大學士) 라고 통합하여 불렀다. 이후에 인종(仁宗) 홍희제(洪熙帝)는 또 근신전대학사(謹身殿大學士)를 증설하였다. 세종(世宗) 가정제(嘉靖帝) 때 화개전을 중극전(中極殿)으로 바꾸고, 근신전을 건극전(建極殿)으로 바꾸니 모두 4전2각이 되었다. 그러나 홍무 때의 전각대학사는 고문(顧問)이 되었을 뿐 정사에는 참여하지 않았다. 명 성조 영락제가 즉위한 후에야 정식으로 황제와 육부 사이에 내각이 성립되었다. 각(閣)은 문연각을 가리키며, 오문(午門)의 안, 문화전(文華殿) 남면에 있었고, 위치는 궁 안에 있었다. 각의 신하는 또 황제를 전각의 아래에서 항상 보필하며 재상의 이름을 피하였기 때문에 내각(內閣)이라고 칭하였던 것이다. 처음에는 한림관(翰林官)을 선출하여 입각시켰고 점차 학사와 대학사로 승진되었으며 보통 5명에서 7명이었다. 후에 상서․시랑 이 전각대학사에 제수되어 문연각에 들어가 일을 처리하게 되자 그 지위가 높아졌다.
세 번째 특징은 환관의 관아가 정부기구를 능가하였다는 점이다. 명조의 환관기구는 24아문 이라고 불렸고, 12감 4사 8국으로 구성되었다. 12감은 사례감(司禮監), 내관감(內官監), 어용감(御用監), 사설감(司設監), 어마감(御馬監), 신궁감(神宮監), 상선감(尙膳監), 상보감(尙寶監), 인수감(印綬監), 직전감(直殿監), 상의감(尙衣監), 도지감(都知監)이다. 4사는 석신사(惜薪司), 종고사(鐘鼓司), 보초사(寶鈔司), 혼당사(混堂司)이다. 8국은 병장국(兵仗局), 은작국(銀作局), 완의국(浣衣局), 건모국(巾帽局), 침공국(鍼工局), 내직염국(內織染局), 주초면국(酒醋麵局), 사원국(司苑局)이다. 태감이라는 단어는 명조에서 가장 높은 일급의 환관을 가리켰고, 아래에 소감(少監)․감승(監丞)․봉어(奉御) 등이 있었다. 인장을 관장(掌印)하는 직무이고 기타 직무명칭에는 제독(提督)․병필(秉筆)․수당(隨堂)․관리(管理)․장사(掌司)․사자(寫字)․첨서(僉書)․감공(監工) 등이 있었다. 사례감은 또 동창과 금의위(錦衣衛)를 통제하였다. 동창(東廠)은 정탐과 체포를 관장하는 특무기구로서 영락 18년(1420)에 처음 설치되었다. 금의위(錦衣衛)는 홍무 15년(1382)에 설치하였고, 경위 중의 친군위 에 속하였으며, 아래로는 17개의 천호소를 관할하였고, 황제가 신임하는 훈척(勳戚) 도독이 통솔하였다. 금위위 아래에 또 북진무사(北鎭撫司)를 두고서 전문적으로 조옥(詔獄, 칙명에 의해 죄수를 다스리는 일)을 주관하였다.
중국역사상 명조 환관기구의 방대함과 설치의 완벽함은 전무후무하여 관료기구와 서로 필적하기에 충분하였다. 황제가 다소간 간섭하는 상황 아래 두 계통은 서로 견제하고 저울질하는 역할을 통해 황권을 강화하였다. 반대로 황제가 되어 정사를 게을리 하거나 권력을 남용할 때, 두 계통은 바로 상호보완 작용을 하였다. 환관은 설사 권신이 조정을 통제하고 있다고 해도 환관의 힘 단결력을 유지하여 관료기구의 힘에 눌려 힘이 쇠진해지는 법이 없었다. 하지만 황제의 가노(家奴)였기 때문에 황제와 가깝다는 점에서 유리했지만 유일한 권력의 기반이 황제였기 때문에 황제의 지지가 사라지면 즉시 제거가 되었다.
네 번째 특징은 북경과 남경에 각각 중앙기구를 하나씩 두었다는 점이다. 중국역대왕조는 주로 양경 혹은 다경제(多京制)를 시행하였다. 명조도 양경제를 시행하였는데, 명 성조가 북경으로 천도하자 남경은 남겨진 도읍지라는 의미에서 유도(留都)라고 불렸다. 전대와 다른 점은 남경에 완벽한 중앙기구를 남겼다는 점이다. 양경기구에 같은 점은 바로 남경에는 내각을 설치하지 않았다는 것을 제외하고 오부, 육부, 도찰원, 대리시, 통정사사 등의 기구를 두었던 것이 같으며, 관원의 품계도 똑같았다. 다른 점은 남경의 각 기구 정원이 북경보다 적었다는 것인데, 정관은 일반적으로 보좌직을 두지 않았다. 예를 들면 육부에 좌시랑을 두지 않았는데, 도찰원에 좌도어사를 두지 않은 것과 같았다. 속관으로 둔 관원도 적었을 뿐만 아니라 전부 두었던 것도 아니었고 책임과 권한도 북경보다 작았다.

### 명대의 지방 관제
원나라 시대의 행중서성(行中書省)이 지나치게 강력한 권한을 가져 원말의 정치를 혼란하게 만든 원인이라 생각하여, 이를 경계하고 대신 지방 정치기구의 권한을 대폭 축소하여 민정, 재정 담당만을 담당하는 승선포정사사(承宣布政使司), 사법, 재판, 감찰담당의 제형안찰사사(提刑按察使司), 군사담당의 도지휘사사(都指揮使司) 등의 3개 기구로 분할 설치했다. 승선포정사는 약칭하여 포정사라고 하는데, 포정사는 한 성의 민정과 재정을 주관하였고, 좌우포정사(布政使), 좌우참의(參議), 좌우참정(參政) 등의 정관을 두었다. 제형안찰사사(提刑按察使司)는 안찰사(按察司)라고 약칭하였다. 안찰사는 한 성의 사법과 감찰을 주관하였다. 안찰사(按察使), 부사(副使), 첨사(僉使) 등의 정관을 두었다. 도지휘사사(都指揮使司)는 도사(都司)로 약칭하였다. 도사는 위소를 관장하였다. 명조의 도포안 삼사는 각각 지방-군정-사법 업무를 관리했는데, 중요한 특징은 그것들이 중앙의 기구의 지방사무소 정도의 의미에 있지, 지방에 권한을 나누어준 것은 아니어서 원조의 행중서성처럼 모든 것을 다 거느렸던 것과는 다르다. 삼사 사이는 서로 관할하거나 예속되지 않았는데, 포정사는 주로 이부․, 호부에서 명령을 받았고, 안찰사는 주로 도찰원, 형부에서 명령을 받았으며, 도사는 오부에 관할되어 병부에서 명령을 받았다.
성급 이하는 부․주․현의 세 등급을 나누었는데, 행정구역이자 관서의 명칭이기도 하였다. 그 중 주에는 산주(散州, 속주)․직예주(直隸州)의 구분이 있었다. “속주는 현으로 보고, 직예주는 부로 보았지만, 품계는 서로 같았다” 부, 주, 현에는 각각 지부, 지주, 지현을 두어 장관으로 삼았다. 북경의 소재지를 순천부(順天府), 남경의 소재지를 응천부(應天府)라고 하고, 장관을 윤(尹)이라고 하였다.
그 외에도 명조는 총독(總督)과 순무(巡撫)를 통하여 지방에 대한 통제를 강화하였다. 이 관직은 정식 편제는 아니었지만 황제의 특파관의 의미가 있었다가 나중에 정식 제도화 되었다. 영락 연간에 조정의 신하를 파견하여 지방을 순시하게 했는데 이때부터 순무제도가 생겨났다. 선덕 연간 때 각 성에 늘 순무를 두게 되자 점차 제도로 정착하였다.
명초에 현 아래의 향촌을 이갑제로 조직하였다. 이갑제란 10개의 호와 1개의 갑수호(甲首戶)로 구성된 11호가 1갑(甲)으로, 10갑이 1리(里)가 되는 형태의 조직으로 자연촌락을 단위로 구성한 것이 아닌 인위적인 편제로, 징세와 부역의 부과를 목적으로 한 것이다. 도시의 경우는 리(里)가 아니라 방(坊)으로, 도시 부근은 상(廂)으로 조직하였다. 방과 상 아래에는 모두 도(圖)로 편성되었다. 명 중엽 이후 사회의 유동성이 증가하고 인구의 이동이 잦아지면서 본래의 이갑제는 붕괴되고 자연촌락을 중심으로 지방의 신사가 주축이 되어 보갑제(保甲制)가 추진되었다.

### 명대의 군사제도
군사와 관련된 기구로는 오군도독부(五軍都督府)와 태복시(太僕寺)가 있다. 명초에는 대도독부를 설치했는데, 원조의 추밀원(樞密院)에서 발전되어 온 것이다. 승상을 폐지한 후 대도독부는 중, 좌, 우, 전, 후 오군도독부로 바꾸고 오부(五府)라고 약칭하였다. 오부는 각각 좌우도독(都督), 도독동지(都督同知), 도독첨사(都督僉事) 등의 정관을 설치하고 병적 및 천하의 도사위소(都司衛所)를 관장하였다. 오부는 병부와 권력을 나누었다. 병부는 군정을 관할하여 인사이동과 출병에 관여하였으나 구체적으로 군대를 다스리지는 않았다. 오군도독부는 병적을 관할하였으나 군대를 움직일 수는 없었고, 전시에는 황제가 별도로 총병관(總兵官)을 파견하여 통솔하게 하였다. 태복시는 마정(馬政)을 관장하는 기구로, 경(卿), 소경(小卿), 사승(司丞) 등의 정관을 두었다.
명대의 군인은 일반 백성이 등록되는 민적과 군인의 호적인 군적(軍籍)이 분리되어 있었다. 군적에 등록된 군호(軍戶)는 세금을 내는 대신 병역의 의무를 부담했다. 위소는 군사의 편제인데, 대체로 5,600명을 1위(衛), 1,120명을 천호소(千戶所), 112명을 백호소(百戶所)로 설치하고, 각각 위지휘사(衛指揮使), 천호(千戶), 백호(百戶) 등의 관직을 두어 관장하였다. 백호소는 백호가, 천호소는 천호가, 담당했으며 위의 최고 지휘관은 도지휘사사(都指揮使司)의 통제를 받았다.

### 명대의 조세제도
이갑제도 해를 거듭할수록 부과되는 노역, 세금의 사무작업과 항목이 복잡화되면서 부담이 과중되어 불공평한 상황이 심각해졌다. 이에 대해 만력제 시대의 재상 장거정은 명 중엽 이후로 전국적으로 진행되던 조세개혁을 통일하여 실시하였는데 이것이 일조편법이다. 이것은 그때까지의 복잡한 세금체계를 간소화하여 모든 항목들 단일화하여 납부하게 한 방식이다. 정통 연간부터 진행된 은납화의 경향(金花銀)과 더불어 상당한 재정적인 효과를 가져다 주었다. 또한 일조편법을 시행하면서 전국적인 토지 장량을 실시, 황실 재정의 긴축 등의 효과에 더불어 재정은 호전되었으나, 그 후 장거정이 죽은 뒤, 만력제의 사치로 인해 그 노력은 물거품이 되었다.

## 과거
홍무제는 명나라를 건국하고 곧이어 과거를 시행해 대대적으로 인재를 모집했다. 한 때 일시적으로 과거가 중단되기도 하였지만, 이내 회복되고 완전히 제도화되었다.
명나라 시대에는 과거를 보려면 국립학교에 소속해야 했다. 그들은 생원이라 불리었다. 홍무제는 수도에 국자감이라 불리는 국립학교를 설립하고, 지방에도 각각 부, 주, 현에 학교를 설립했다. 그러나 이들 학교는 뒤에는 단순히 과거의 자격을 얻기 위해 재적만 하고, 공부를 하는 장소로는 사용되지 않았다. 또한 이것과는 별개로 민간에서는 사숙이라 불리는 사립학교가 존재하여 여기에 등록된 학생들에게 책 읽는 법, 계산하는 법을 가르쳤다.
생원이 되면 시기에 따라 시험이 있으며, 그 뒤 제1차 지방시험인 향시가 있다. 향시에 합격한 자는 거인이라 불리며, 제2차 중앙에서의 시험인 회시를 받아 합격하는 동시에 진사라고 불려, 관료가 될 자격을 얻는다. 이어서 전시라 불리는 황제 앞에서 시험이 이루어지나, 이것은 떨어지는 일은 없는 시험이었다.
관료가 되려는 사람의 숫자는 매우 많아, 생원만 50만 명에 이르렀다는 말이 있다. 이에 반해 합격하는 이는 매번 3~400명에 불과해, 여러 번 시험을 보는 동안에 백발이 된 자들도 있었다.

## 왕부
홍무제는 많은 공신들을 숙청하는 한편, 자신의 아들들을 각지에 파견하였다. 주로 국경지역에 파견하여 몽골 등의 외적에 대한 침입을 막기 위한 목적이었다. 이 파견된 아들들을 왕으로 봉하여 공신들로부터 병권을 빼앗아 이들에게 쥐어주어 공신들의 권한을 축소시키는 한편 자신의 아들들이 외적을 막도록 하였다.
그러나 이것은 홍무제 사후 건문제 때에 문제가 되었는데, 황제 측에는 공신들이 이미 거의 숙청되어 지략가가 별로 없었고 병력을 거느릴만한 인재도 적었으나, 번왕 측에선 계속 경계를 지켰기 때문에 백전노장이 많았고 병권도 강했다. 이러한 이유로 번왕 세력이 황제를 위협할 수 있게 되자, 건문제는 삭봉책을 시행하여 많은 번왕들을 귀양 보내거나 서인으로 강등시켰다. 이것이 그 당시 주원장의 4째 아들이었던 주체(후의 영락제)를 위협하게 되자, 주체는 직접 반란을 일으켜 황제가 된다. 그 후 그는 지방 제후의 병권을 회수하여 자신의 중앙집권화를 공고히 하였다.
영락제는 황제에 즉위한 이후 다시는 자신과 같은 사람이 나오지 않도록 왕부의 권력을 통제하였다. 황태자를 제외한 15세를 넘은 모든 황자는 지방에 거주하며 평생 그곳을 벗어나는 것이 금지되었다. 병권을 비롯한 아무런 권력을 갖지 못했고 심지어 상업을 비롯한 다른 생업에 종사하는 것도 금지되었으며, 지방의 관료들과 교류하는 것조차 통제되었다.

## 사회경제
명대에 가서 10세기 이래 곡창지대였던 강남지방에서 직물업 등의 공업이 발달했다. 쑤저우와 항저우 등지가 견직물업의 중심도시가 되었고, 송강(松江) 일대는 면직물업의 중심도시가 되었다. 강남이 공업중심지로 발전하자, 인구가 증가하고 농경지는 상품작물의 재배지가 되어 미곡의 생산이 부족해졌다. 명 말이 되면 양쯔 강 중류지역이 새로운 곡창지대가 되어 경제적 분업화가 이루어졌다. 상업의 발달은 상인 집단을 배출하였는데, 특히 산시 상인과 신안 상인의 활동이 컸다. 이들에 의해 강남의 수공업 제품이 각지로 팔려 나갔고, 각 지역의 특산물과 쌀, 면화 등의 원료가 강남지방으로 들어왔다. 쌀, 소금, 직물, 도자기, 차 등이 전국적인 교역품이었다.
명대 중엽 이후로 상업의 발달이 특히 두드러졌으며, 강남 지역에서 생산된 상품을 구입하기 위해 서양의 상인이 찾아오기도 하였다. 마카오에서 활동하던 포르투갈 상인을 필두로 에스파냐, 네덜란드 상인들이 명나라로 와서 중국의 상품을 구입하였다. 명대의 경제가 발달함에 따라 은에 대한 수요도 증가하였기 때문에 유럽 상인들은 견직물, 차, 도자기의 대가로 은을 대가로 지불하였고, 유럽 상인들은 중국 상품을 구입하기 위한 은을 마련하기 위해 멕시코의 은을 약탈, 중국의 상품을 구입하여 유럽에 되파는 형태의 무역을 전개하였다.
명나라 시기에 조세제도인 일조편법은 조세의 일원화를 추구한 것이다.

## 문화
명나라에서 주자학은 체제교학(體制敎學)으로 자리 잡아 있었다. 명나라 초기에는 국수주의적인 풍조가 강했지만, 주자학은 관학화하여 학문적연구에서 멀어져 있었다.
명대의 사상을 대표하는 왕양명(王陽明)은 '인간의 마음이 곧 천하만물의 이법이므로 마음을 함양하는 것으로 충분하고 학문을 연마할 필요가 없다.'고 주장하였다. 이는 사물의 이치를 객관적으로 탐구해야한다는 기존 학문인 주자학의 격물치지에서 벗어난 것으로 주관적인 수양을 중시하는 양명학이 발달했다.
1582년 마테오 리치(Matteo Ricci)가 명나라를 방문하여 서양 과학을 전해왔고, 서광계가 이를 적극적으로 수용하였다.
그외에 서민문화의 성행에 따라 연극 외에 통속소설이 유행하여 수호전, 삼국지연의, 서유기, 금병매 등이 널리 알려졌다.
- 명나라 회화
  - 명초기 궁정화가 제도 부활
  - 이전에 잘 살던 중국의 모습인 송원이래의 산수화와 인물화를 답습
  - 상업이 발달하면서 민간의 그림에 대한 수요 또한 많아졌고 그림을 많이 생산할 수 있는 목판화가 발달함
  - 원 이래의 문인화들이 발달하고 성숙하여져서 문인화가들이 직업화가화 되었음
  - 명나라 말에 유럽 선교사들을 통해서 서구미술이 유입됨

- 명초기 회화: 절파

궁정화가를 중심으로 남송원체화풍과 북송화풍을 융합한 원체화가 등장하게 된다.
절파의 시조 대진은 절강성 출신으로 마원과 하규의 그림을 계승하고 북송회화를 접목하여 새로운 양식을 창출하게 된다. 대진은 특히 산수 인물화로 유명하다.
절파화풍은 절강지방의 전통적 수묵법을 기반으로 필묵이 거칠며 강한 부벽준을 주로 사용하다. 또한 과장된 수직법, 여백대비가 특징이다. 명초에 대진이 궁중에 들어가서 명대를 통하여 화원회화에 절파경향이 강해졌다. 하지만 중기 이후에는 오파가 영향력이 강해진다
대진의 제자 오위 또한 대진의 화법을 계승하여 절파화풍으로 인물산수화를 잘 그렸다.
명초기 절파화풍은 대한민국 산수와 일본 산수에도 영향을 주게 된다.

## 교육
명나라의 학제는 송·원의 학제를 계승하여 교육행정은 중앙의 국자감(國子監)과 지방의 유학제거사(儒學提擧司)가 각각 관장했다. 중앙에는 국자감과 종학(宗學)의 두 학교가 있고, 지방에는 부학(府學)·주학(州學)·현학(縣學) 및 위학(衛學)이 있었다. 과거제도는 송·원의 제도를 계승하여 향시(鄕試)·회시(會試)·전시(殿試)의 3종이 있었다.
과거제에서는 정형화된 형식의 답안을 요구하였기 때문에 팔고문이라는 형식의 독특한 문장이 유행하였는데, 이 폐단으로 말미암아 사상이 경직되는 단점이 발생하였다. 하지만 명 중엽 이후 상업이 발달하고 서적에 대한 수요가 증가함에 따라 이에 부응하여 학문과 사상이 보다 자유로운 분위기가 널리 퍼졌다.

## 대외 관계
명나라 조정은 1567년(융경 원년)까지, 거의 200년간 쇄국정책(海禁, 하이진)을 실시하였다. 이 해에 복건 순무 도택민이 하이진을 풀어 줄 것을 청하여, "배를 유인하는"(船引) 제도의 실시를 허락받았다. 그러나, 명 조정은 단지 복건 장주의 월항 한 곳만을 교역항으로 개방했을 뿐이었다.
1637년 6월 27일, 영국의 거상 윌리엄 커틴이 보낸, 해적에 가까운 존 원델 대령이 이끄는 4척의 중무장한 배들이 마카오에 당도하여 영국과 중국 간의 무역 관계 개설을 시도하였으나, 포르투갈 당국에 의해 거절당하였다. 이것은 영국과 중국 간의 최초의 직접적인 접촉으로 평가된다.

### 조선과의 관계
조선 시대의 전통적인 외교정책의 하나로는 중국의 왕조에 대해서 사대정책을 취하는 것이었다. 태조 이성계는 즉위 이전부터 친명정책(親命策)을 표방하였으며, 개국하게 되어서는 즉시 명나라에 사신을 보내어 새 왕조의 승인을 청하고 국호도 화령(和寧)·조선의 둘을 지어 보내서, 조선이란 국호를 선택받아 사용할 정도였다. 그러나 명나라에 대해서는 여전히 “권지고려국사(權知高麗國事)”란 칭호를 사용하였으며 명나라로부터 “조선국왕(朝鮮國王)”의 금인(金印)을 받아 정식으로 왕(王)에 책봉된 것은 1401년(태종 1)에 이르러서였다. 그 뒤로 국왕의 즉위에는 반드시 명나라의 승인을 받아야 했고, 죽었을 때에는 이를 알려서 시호를 받았으며, 또 종속(從屬)의 상징으로 명나라의 연호를 사용하는 한편 성절사(聖節使)·천추사(千秋使)·정조사(正祖使)·동지사(冬至使) 등 정기적인 사행(使行) 및 그때그때의 필요에 따라 사신을 명나라에 보내어 형식적으로 정치적인 종속관계를 맺게 되었지만 직접적으로 정치의 간섭을 받았던 것은 아니었다.
그리하여 명나라와 실질적으로 유대를 맺게 되는 것은 조공과 회사(回賜)의 형식을 통한 양국 간의 접촉에서였다. 파견하던 사행(使行)에는 일정한 액수의 공물을 바쳐야 되었는데, 그 중요한 것으로는 금은(金銀)·마필(馬匹)·인삼·저포(苧布)·마포(麻布)·석자류(席子類)·호피(虎皮)·나전(螺銓) 등이었으며 때에 따라 처녀와 환관(宦官)의 요구도 있었다. 이 중에서 국내 생산이 부족한 금은의 세공은 커다란 부담이 되어 국내에서는 함경도 단천(端川)의 금광을 비롯하여 여러 곳에서 채광(採鑛)을 장려하며 민간의 사용을 제안하였으나 여전히 부족하였다. 때문에 금은은 국내에서 생산되지 않는다는 이유로 그 대신 다른 토산물을 바칠 것을 청하여 세종 때에 이르러서야 마필(馬匹)·포자(布子)로써 대납할 수 있게 되었다. 조공에 대한 명나라에 회사품(回賜品)으로는 각종의 견직물(絹織物)·약재·서적·문방구 등이 있었다. 조공과 회사는 일종의 관무역(官貿易)으로서 그 경제적인 의의도 컸다.
이와 같은 관무역 외에 사신이 서로 내왕할 때마다 북경(北京)에서는 회동관, 서울에서는 태평관에서 두 나라 사이의 사무역(私貿易)이 행해졌다. 명나라에 조공을 하기 위하여 국내의 물산을 거둬들이며, 아울러 명나라의 우수한 물산이 국내에 들어오게 됨에 따라 국내 산업은 위축되고, 금은·인삼 등을 비롯한 각종 무역의 통제는 일반적으로 상업 활동을 침체케 하는 결점도 있었으나, 선진국인 명나라와의 교섭은 귀족의 생활 향상과 문화의 발전에 이바지한 바도 많았다. 명나라와 조선 정부는 국초부터 오랜 숙제였던 종계변무문제(宗系辨誣問題)도 선조 때에는 해결됨으로써 두 나라 사이의 친선관계는 더욱더 두터워졌다.

## 같이 보기
- 명나라의 경제
- 동녕국
- 루촨-핑몐 전쟁
- 명나라의 시문학
- 명청 전쟁
- 정지룡